# NGC 5013
NGC 5013 est une galaxie spirale barrée relativement éloignée et située dans la constellation de la Vierge. Sa vitesse par rapport au fond diffus cosmologique est de 8 602 ± 22 km/s, ce qui correspond à une distance de Hubble de 126,9 ± 8,9 Mpc (∼414 millions d'al). NGC 5013 a été découverte par l'astronome allemand Albert Marth en 1864.
La barre au centre de cette galaxie est nettement visible sur l'image du relevé SDSS, aussi la classification de spirale barrée indiquée par la base de données HyperLeda semble mieux convenir à celle-ci.